# Gottfried IV, Công tước Hạ Lorraine
Gottfried IV (mất ngày 26 hoặc 27 tháng 2 năm 1076) được biết với biệt danh the Hunchback, là Công tước Hạ Lorraine từ năm 1069 cho đến khi ông qua đời vào năm 1076.